# Aspilota parvistigma
Aspilota parvistigma är en stekelart som beskrevs av Fischer 1971. Aspilota parvistigma ingår i släktet Aspilota och familjen bracksteklar. Inga underarter finns listade.